# Tristaniopsis minutiflora
Tristaniopsis minutiflora är en myrtenväxtart som beskrevs av J.W.Dawson. Tristaniopsis minutiflora ingår i släktet Tristaniopsis och familjen myrtenväxter. IUCN kategoriserar arten globalt som sårbar. Inga underarter finns listade i Catalogue of Life.